# Limoniinae
Sous-famille
Les Limoniinae sont une sous-famille d'insectes diptères nématocères de la famille des Limoniidae (tipules).

## Liste des tribus et genres rencontrés en Europe
- tribu des Antochini :
  - Antocha
  - Elliptera
  - Orimarga
  - Thaumastoptera
- tribu des Elephantomyiini
  - Elephantomyia
  - Helius
- tribu des Limoniini :
  - Achyrolimonia
  - Atypophthalmus
  - Dicranomyia
  - Discobola
  - Geranomyia
  - Libnotes
  - Limonia
  - Metalimnobia
  - Neolimonia
  - Rhipidia